# Peter-Alexander den store
Peter-Alexander den store är en barnbok skriven av Hanna-Karin Grensman, utgiven 2007 på Argument Förlag.
Boken handlar om en pojke som blir utsatt för ett sexuellt övergrepp av sin barnvakt. I boken beskrivs själva övergreppet väldigt vagt. I stället ligger fokus på de känslor som uppstår efteråt. Det uttalade syftet är att boken öppnar den för samtal, utan att för den skull ge barn som inte varit utsatta en för tydlig bild av vad det handlar om.
Centrala slutsatser i boken är att ”Man får alltid berätta hemligheter för en vuxen” och ”Du äger själv rätten till din kropp.”
Boken recenserades bland annat i Göteborgsposten: "Beige men stark, och därför nyttig långt över akuta katastrofsituationer." 
"Den nya typen av bilderböcker väjer inte för att skildra de mörka sidorna av barndomen. Ett problem är att vi vuxna känner ett motstånd och tveksamhet när det gäller att förmedla innehållet på ett lämpligt sätt."

## Att prata med barn om sexuella övergrepp
Parallellt med barnboken skrev Grensman faktaboken Att prata med barn om sexuella övergrepp, ett häfte om 24 sidor utgiven samma år på samma förlag. Boken tar upp hur man samtalar med barn om sexuella övergrepp och vad man gör om man misstänker att ett barn blir eller har blivit utsatt. Den behandlar också frågor kring hur man bör agera som vuxen. Slutligen innehåller den förslag på diskussionsämnen och var man kan vända sig för att få mer information och hjälp.
Boken recenserades bland annat i Göteborgsposten: "...så är handledningen nästan litterär i sin krassa realism. Den vuxne som ska tänka på det utsatta barnets bästa har en drakonisk balansgång framför sig: Att ovillkorligen stå på barnets sida utan att pressa och förhöra för mycket. Att överlämna den juridiska hanteringen till utomstående och slå bort alla impulser att själv gripa in [...]. En kurs i vuxenhet, kort sagt." 
"...ett utmärkt litet häfte [...]. Här förklaras vad ett sexuellt övergrepp är och hur man ska förhålla sig när ett barn av olika skäl inte verkar må bra [...]. Det är ett ytterst angeläget ämne som Hanna-Karin Grensman tar upp. År 2004 anmäldes 3000 sexuella övergrepp mot barn under 15 år till polisen. " 